# Tremolo picking
Tremolo picking ook wel tremoleren genoemd, is een speeltechniek voor het bespelen van gitaren, onder meer in de metal-muziek. Vooral Black metal-en alternatieve rockbands gebruiken deze techniek relatief veel. 
Bij tremolo picking wordt er niet eenmaal over de snaar gestreken met het plectrum, maar wordt deze in tegengestelde richting omhooggehaald. Hierdoor levert de snaar geen galmend geluid, maar een explosief, agressief non-stop ritme. Het wordt dan ook vooral gebruikt voor fills in een bepaald lied. Er kunnen ook melodieën mee gecreëerd worden. Tremoleren is ook een speeltechniek die veel op mandoline wordt toegepast voor het spelen van melodieën. 
Sommige gitaristen gebruiken de term "Alternate picking". Deze term gaat echter over alle technieken, waarin in het plectrum twee richtingen in een regelmatig tempo afgewisseld wordt geslagen op een snaar tegelijk. Dit kan wel op meerdere snaren en noten achter elkaar zijn. Tremolo picking is dus een specifieke vorm van alternate picking.
Bands die veel gebruikmaken van tremolo picking zijn onder meer Children of Bodom, Dimmu Borgir en As I Lay Dying in de metal. Radiohead en Muse zijn bekende voorbeelden van alternative rockbands die de techniek veelvuldig gebruiken.